# Czarny Przechód (Tatry Zachodnie)
Czarny Przechód (ok. 1310 m) – wąska przełączka oddzielająca dolny, zachodni koniec Czarnego Muru od Czarnej Turni (ok. 1315 m) w orograficznie prawych zboczach Doliny Kościeliskiej w Tatrach Zachodnich. Jej północno-wschodnie stoki opadają do Kolistego Żlebu, południowo-zachodnie do zalesionych zboczy po północno-wschodniej stronie Polany Pisanej.
Zarówno od strony Polany Pisanej, jak i Kolistego Żlebu wejście na Czarny Przechód jest łatwe, i jest najłatwiejszym sposobem dojścia do południowej odnogi Kolistego Żlebu. Dolna część tego żlebu jest bowiem podcięta pionowymi progami, jeden z nich, o wysokości ok. 30 m znajduje się zaraz poniżej zboczy Czarnego Przechodu. Od polany w okolice przełączki prowadzi przez las niewielka ścieżynka, używana głównie przez grotołazów dość często penetrujących Jaskinię Czarną. Otwór tej jaskini znajduje się w pobliżu Czarnego Przechodu i od nazwy jaskini pochodzi nazwa tej przełączki.
Według Władysława Cywińskiego liczne w okolicy nazwy z przymiotnikiem „czarny” pochodzą od Czarnej Turni.